# Раньо, Саверио
Саверио Раньо (итал. Saverio Ragno, 6 декабря 1902 — 22 апреля 1969) — итальянский фехтовальщик, олимпийский чемпион и многократный чемпион мира. Отец олимпийской чемпионки Антонеллы Раньо-Лонци.

## Биография
Родился в 1902 году в Трани. В 1930 году завоевал золотую и серебряную медали Международного первенства по фехтованию в Льеже. В 1931 году завоевал две золотые медали Международного первенства по фехтованию в Вене. В 1932 году стал серебряным призёром Олимпийских игр в Лос-Анджелесе в командном первенстве на шпагах, а в личном первенстве на шпагах стал 4-м. В 1933 году завоевал две золотые и одну серебряную медали Международного первенства по фехтованию в Будапеште. В 1934 году стал серебряным призёром Международного первенства по фехтованию в Варшаве. В 1935 году стал бронзовым призёром Международного первенства по фехтованию в Лозанне. В 1936 году стал обладателем золотой и серебряной медалей Олимпийских игр в Берлине.
В 1937 году стал чемпионом на первом в истории официальном чемпионате мира по фехтованию (одновременно Международная федерация фехтования задним числом признала чемпионатами мира все проходившие ранее Международные первенства по фехтованию). На чемпионате мира 1938 года стал обладателем бронзовой медали.
После Второй мировой войны в 1947 году стал обладателем серебряной и бронзовой медалей чемпионата мира. В 1948 году принял участие в Олимпийских играх в Лондоне, где стал обладателем серебряной медали в командном первенстве на рапирах. В 1950 году в последний раз стал чемпионом мира.